# Silex (Missouri)
Silex – wieś w Stanach Zjednoczonych, w stanie Missouri, w hrabstwie Lincoln.